# Artimpaza sausai
Artimpaza sausai là một loài bọ cánh cứng trong họ Cerambycidae.